# Leixões Sport Club
El Leixões Sport Club és un club de futbol portuguès de la ciutat de Matosinhos. Juga com a local a l'Estádio do Mar.

## Història

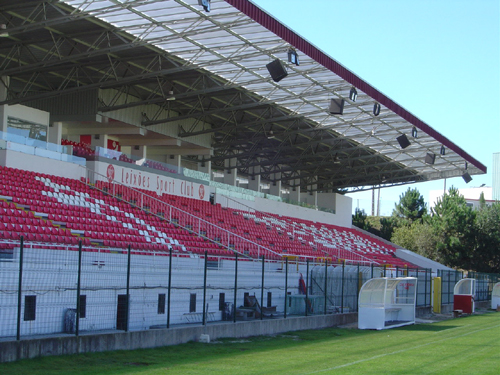
Estádio do Mar.

El club va ser fundat el 1907. El 1961 guanyà la Taça de Portugal, derrotant el FC Porto 2-0. Aquest triomf classificà el club per la Recopa europea de la temporada següent, en la qual arribà a quarts de final, en ser derrotats pel Motor Jena. Fins a l'any 2005 ha jugat 22 temporades a primera divisió.

## Palmarès
- Copa portuguesa de futbol: 
  - 1960-61
- Segona divisió portuguesa de futbol: 
  - 2006-07
- Tercera divisió portuguesa de futbol
  - 1937-38, 2002-03
- Campionat de Porto de futbol:
  - 1939-40